# Arlington (Gloucestershire)
Arlington – wieś w Anglii, w hrabstwie Gloucestershire. Leży 31 km na południowy wschód od miasta Gloucester i 123 km na zachód od Londynu.